# Double Strike
Double Strike is een Computerspel dat werd ontwikkeld door Sachen en werd uitgeven door American Video Entertainment. Het spel kwam in 1990 uit voor het platform Nintendo Entertainment System.

## Ontvangst
| Beoordeeld door                     | Datum           | Score |
| ----------------------------------- | --------------- | ----- |
| Digital Press - Classic Video Games | 29 januari 2007 | 10%   |